# BioMarin Pharmaceutical Inc.
BioMarin Pharmaceutical Inc. is een Amerikaans biotechnologiebedrijf gevestigd in San Rafael. Biomarin (NASDAQ:BMRN) richt zich op de ontwikkeling van therapieën voor zeldzame ziekten, met diverse producten op de markt en de aandacht op diverse ziektebeelden.
Het bedrijf heeft kantoren en faciliteiten in de Verenigde Staten, Zuid-Amerika, Azië en Europa. De kernactiviteit en het onderzoek van BioMarin zijn gericht op enzymvervangende therapieën (ERT's). 

## Geschiedenis

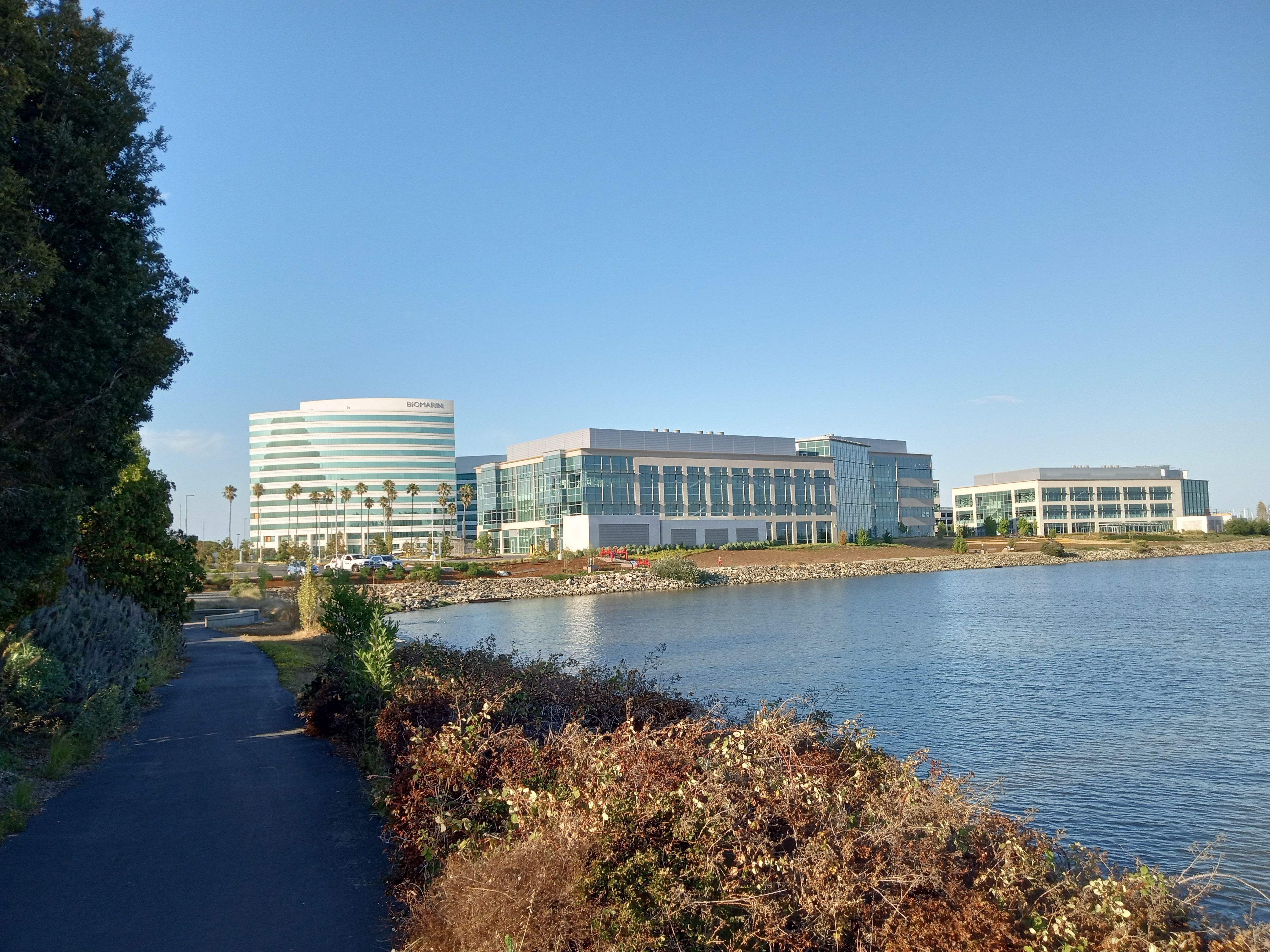
BioMarin Pharmaceutical Inc. Hoofdkantoor in San Rafael, Californie, Verenigde Staten

BioMarin, opgericht in 1997 door Christopher Starr Ph.D. en Grant W. Denison Jr., is een farmaceutisch bedrijf met de focus op zeldzame ziekten. Het bedrijf ging in 1999 naar de beurs met investeringen van o.a. MPM Bioventures en Grosvenor Fund.
BioMarin was het eerste bedrijf dat therapeutica leverde voor mucopolysacharidose type I (MPS I), door laronidase (Aldurazyme, gecommercialiseerd door Genzyme Corporation) te produceren. Het was ook het eerste bedrijf dat therapeutica leverde voor fenylketonurie (PKU).
In oktober 2010 kondigde BioMarin een nieuw programma aan voor een peptidetherapie, genaamd vosoritide, voor de behandeling van achondroplasie. BioMarin heeft door verdere overnames onder andere een histondeacetylaseremmer-chemische bibliotheek van Repligen verkregen voor onderzoek naar verschillende neurologische aandoeningen .
Sinds 2019 heeft BioMarin een kantoor in Dublin ter ondersteuning van de bedrijfsvoering in Europa, het Midden-Oosten en Azië.